# Авесса

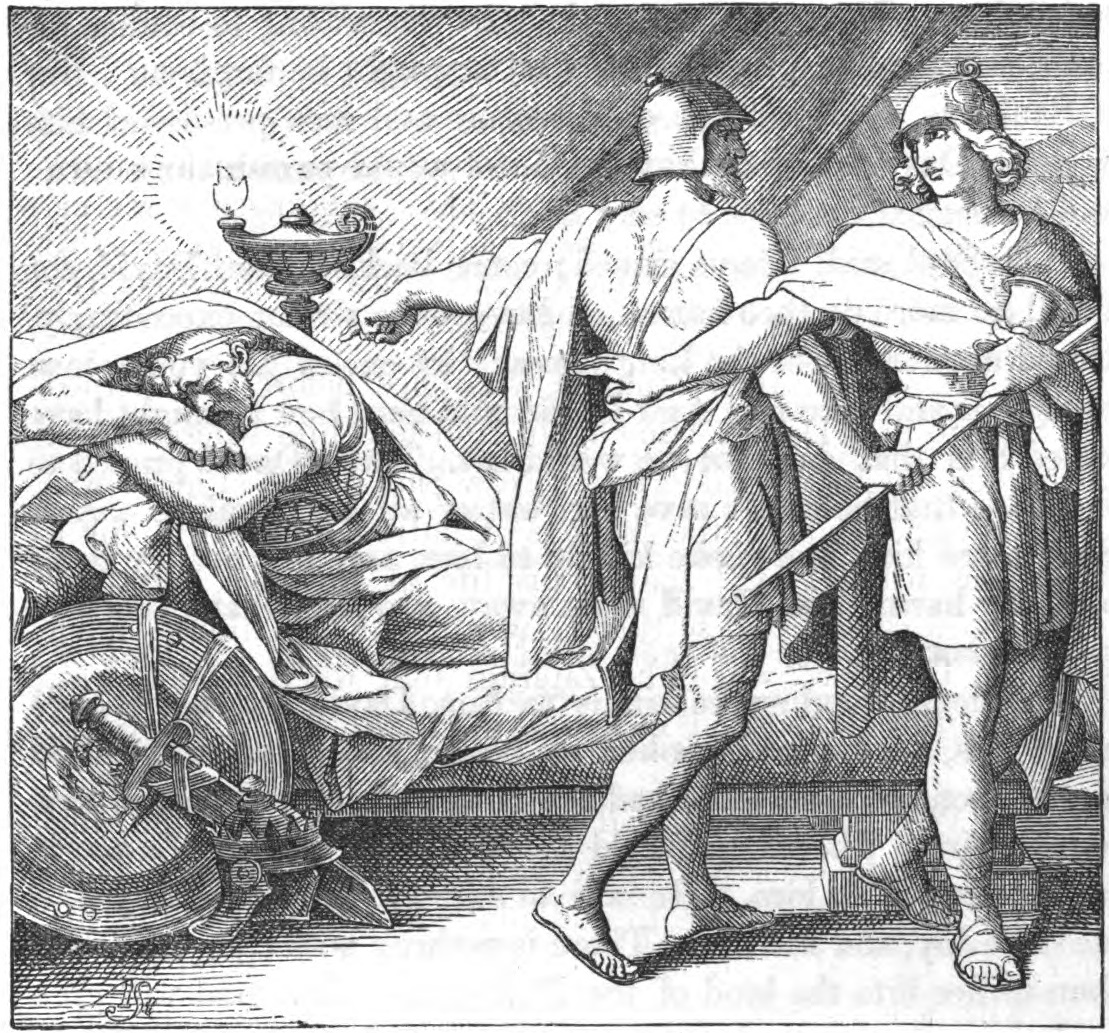
Иллюстрация 1873 года, на которой Авесса (в центре) побуждает Давида (справа) ударить копьём Саула

Авесса («отец дара»), также Авессай (евр. Абишай; Авишай, в сокращении Авшай), — ветхозаветный персонаж, племянник (сын сестры) Давида и один из его полководцев, отличавшийся в сражениях против филистимлян (2Цар. 21:17) и против войска Авессалома, мятежного сына Давида (2Цар. 18:2). Убил гиганта-филистимлянина Иесвия, который хотел поразить Давида, после чего Давида его сподвижники уже в бой не пускали.

## Библейское повествование
Сын Саруи (евр. Церуи); доводился племянником Давиду, братом Иоаву (евр. Иоаб) и служил в войске Давида: был вторым, после брата, полководцем у Давида.
Сопровождал Давида в Саулов стан, где они застали его спящим в шатре, и Авесса взял с собой его копьё и сосуд с водой (1Цар. 26:4—12). Авесса с братом своим Иоавом напал и разбил сириян и аммонитян (2Цар. 10).
Давид назначил его, вместе с Иоавом и Еффеем, предводителем своего народа, когда тот выступил против израильтян и между теми и другими произошло сражение в Ефремовом лесу (2Цар. 18:2).
Позднее он спас Давида от смерти, поразив и умертвив филистимского великана Иесвия, который намеревался нанести удар Давиду (2Цар. 21:16, 17).
Победа над идумеями в соляной долине в Книге Самуила (2Цар. 8:13) приписывается Давиду, а в книге Паралипоменон — Авессе (1Пар. 18:12). Возможно, что победу действительно одержал Авесса, но так как он был только военачальником Давида, то она легко могла быть приписана самому царю.
Наконец Авесса вместе с братом Иоавом участвовал в убийстве Авенира за то, что тот умертвил их брата Асаила в сражении у Гаваона (1Цар. 3:30).

## В агадической литературе
О том, как Абишай (слав. Авесса) спас Давида (2Цар. 21:16, 17), агада рассказывает следующее: однажды на охоте сатана в образе оленя соблазнил царя Давида перейти филистимскую границу. Там царя схватил исполин Ишби, брат Голиафа, и уже хотел его убить. Про несчастье Давида каким-то чудом узнал Абишай:
- по одной версии — благодаря внезапной перемене окраски воды, в которой он купался;
- по другой версии — об этом известил его голубь, который во всех легендах символизирует гений еврейского народа[3].

Абишай немедленно поспешил к Давиду и опять посредством нового чуда очутился там в одно мгновение (агада тут употребляет выражение קפיצת הדרך, то есть «прыжок через всю дорогу» — чудо, довольно часто упоминаемое в путешествиях легендарных героев агады и оттуда перешедшее потом в рассказы о позднейших чудотворцах).
Прибыв туда, Абишай прежде всего встретил Орпу, мать исполина; когда же он узнал, что она питает злые замыслы против него, он убил её. Ишби, смерив глазами Абишая, наскоро вонзил свое копьё в землю остриём кверху и, схватив Давида руками, со всей силы подбросил царя вверх так, чтобы он упал на острие. Абишай немедленно произнёс неизреченное имя Господне и этим приостановил падение Давида на копьё. Тогда Давид и Абишай начали вместе молить Бога о спасении, и, после вторичного произнесения неизреченного имени Бога, Давид упал на землю цел и невредим.
Тогда разъярённый исполин схватил их обоих, но в этот момент ему сообщили о смерти его матери. Весть эта до такой степени парализовала силы исполина, что Давид и Абишай без малейшего затруднения убили его (Санг., 95а).